# 天曜寺
天曜寺（てんようじ）は、和歌山県の天台宗寺院で、明治時代の神仏分離令まで紀州東照宮の別当寺であった。また、紀州藩主家である紀州徳川家の菩提寺でもあった。院号は雲蓋院、山号は和歌山で、院号の雲蓋院の方が有名である。開山は天海。後に廃寺となる。

## 経歴
元和7年（1621年頃）に紀州東照宮の別当寺として、天海を開山として創建される。後に紀州徳川家の国元での菩提寺も兼ねる。子院を6つ持ち、末寺もあった。徳川将軍家および紀州徳川家の位牌を管理していたが、明治3年（1870年）にこれらの位牌を別に移され、その後、神仏分離令により廃寺となった。天曜寺跡地に藩祖徳川頼宣を祭神とする南龍神社が創建されたが、後に紀州東照宮に合祀となった。
一方で、子院大相院に他の子院5院が退避して6院とも廃寺されず、明治20年（1887年）に6院が合併して改めて雲蓋院と称した。